# Amy Hetzel
Amy Hetzel (Rockhampton, 27 aprile 1983) è una pallanuotista australiana, vincitrice di una medaglia di bronzo ai giochi olimpici di Pechino 2008.